# Station Majavatn
Station Majavtn  is een spoorwegstation in Majavatn in de gemeente Grane in fylke Nordland in Noorwegen. Het station dateert uit 1940 en ligt aan Nordlandsbanen.